# Casiopea (constelación)
Casiopea o Cassiopeia es una de las constelaciones compiladas en el catálogo estelar de Ptolomeo, el Almagesto, del siglo II. Fácilmente reconocible por sus cinco estrellas brillantes que forman un conocido asterismo del cielo circumpolar boreal. Casiopea señala al norte (y a la estrella polar) apuntando desde sus extremos de la «M»  o «W». Tiene al otro lado al Gran Carro de la Osa Mayor.
Al ser tan fácil de reconocer es muy usada para encontrar el norte cuando no es posible utilizar a la Osa Mayor para este propósito, cuando ésta no es visible en cielos de latitudes templadas (menos de 35°N - Islas Canarias).
Debido a su cercanía al polo norte, esta constelación es circumpolar boreal, es decir, siempre visible por encima del horizonte septentrional a partir de 45-50° de latitud norte, la latitud de ciudades como Berlín o Londres.
Para los observadores desde el hemisferio sur, esta constelación permanecerá siempre invisible si la latitud de lugar es inferior a su mínima declinación, es decir, 43°S.
El mejor mes para ver a Casiopea es octubre, siendo su asterismo más característico el formado por sus cinco estrellas más brillantes (de oeste a este): Caph, Schedar, Cih, Ruchbah y Segin. Estas estrellas toman la característica forma de una "M". Es en este mes cuando tiene la mejor visibilidad para los observadores australes, que la verán formando una "M" muy baja en el horizonte norte.
Por otra parte, el Sol, observado desde la cercana Alfa Centauri, aparecería en la constelación de Casiopea como una estrella de magnitud 0,5. La conocida «W» de Casiopea aparecería con forma de zigzag, estando el Sol situado en el extremo izquierdo próximo a ε Cassiopeiae.

## Características destacables
La siguiente tabla recoge las estrellas más significativas y brillantes de Casiopea:
| Nombre  | Denominación de Bayer | Magnitud aparente | Distancia (años luz) | Distancia (pársec) |
| ------- | --------------------- | ----------------- | -------------------- | ------------------ |
| Cih     | γ Cas                 | 2.15              | 610                  | 187                |
| Schedar | α Cas                 | 2.24              | 230                  | 70.55              |
| Caph    | β Cas                 | 2.28              | 54.5                 | 17                 |
| Ruchbah | δ Cas                 | 2.66              | 100                  | 31                 |
| Segin   | ε Cas                 | 3.38              | 445                  | 136                |

γ Cassiopeiae, conocida como Tsih o Cih, está situada en el centro de la «W» o «M».
Es una subgigante azul de tipo espectral B0.5IVe con una temperatura de más de 28 000 K. Su alta velocidad de rotación, superior a 432 km/s, hace que esté muy achatada hacia el ecuador, lo que provoca pérdida de masa estelar que forma un disco de «decreción» alrededor de la estrella. Dicha pérdida de masa ocasiona variaciones de brillo, siendo γ Cassiopeiae el arquetipo de una clase de variables eruptivas a la que da nombre, variables Gamma Cassiopeiae.
Entre las estrellas OB emisoras de rayos X, las peculiares características de su emisión son únicas para una estrella de sus características.

La constelación de Casiopea

α Cassiopeiae, oficialmente llamada Schedar, es una gigante naranja de tipo espectral K0IIIa cuyo radio —calculado a partir de la medida de su diámetro angular— es 42 veces más grande que el radio solar. Caph (β Cassiopeiae) es una subgigante blanco-amarilla distante 54,5 años luz de la Tierra. 28 veces más luminosa que el Sol, es una variable Delta Scuti, la más brillante dentro de este tipo de variables, con una fluctuación de su brillo de 0,06 magnitudes.
Ruchbah (δ Cassiopeiae) es una binaria eclipsante cuyas dos componentes orbitan entre sí a lo largo de un período de 759 días. La estrella principal es una subgigante blanca de tipo espectral A5IV.
Otra estrella con nombre propio es Fulu —denominación oficial de ζ Cassiopeiae—, una subgigante azul de tipo B2IV catalogada como variable pulsante lenta (SPB), versión fría y tenue de las variables Beta Cephei.
Por otra parte, κ Cassiopeiae es una supergigante distante unos 3000 años luz; es una variable Alfa Cygni y una estrella fugitiva que presenta un arco de choque con el medio circundante.
Casiopea contiene dos estrellas que se cuentan entre las más luminosas de la galaxia y que se pueden observar a simple vista: ρ Cassiopeiae y V509 Cassiopeiae. Ambas son hipergigantes amarillas, una clase de objetos particularmente raros de los que sólo hay siete conocidos en la Vía Láctea. Los parámetros de estas estrellas son desmesurados: la luminosidad de ρ Cassiopeiae, la mayor parte en el espectro visible, equivale a 550 000 soles, mientras que el diámetro de V509 Cassiopeiae es 400 veces más grande que el diámetro solar.
En Casiopea se pueden observar varias variables Mira, tales como R Cassiopeiae, S Cassiopeiae y WY Cassiopeiae. Estas dos últimas son estrellas de tipo S —que se caracterizan por mostrar bandas de monóxido de circonio muy intensas— de tipo espectral S3,4e-S5,8e y S6,5pe respectivamente.
Por otra parte, RZ Cassiopeiae es una binaria eclipsante con un período de 1,195 días; está formada por una variable Delta Scuti de tipo A3Vv y dos masas solares junto a una subigante naranja de tipo K0IV.
Son varias las estrellas de la constelación con planetas. HD 7924 es una enana naranja de tipo K0V con tres planetas, uno de ellos de tipo «supertierra» pero en una órbita muy próxima a su estrella, equivalente al 5,7 % de la distancia existente entre la Tierra y el Sol.
Asimismo, Gliese 22 es un sistema múltiple compuesto de tres enanas rojas, dos de ellas separadas unas 1,25 ua, y una tercera más externa —a 41 ua— que emplea 320 años en completar una órbita en torno al par interior.
En torno a esta componente solitaria del sistema, se ha detectado la presencia de un objeto —pendiente aún de confirmación— que puede ser un planeta gigante o una enana marrón, ya que una masa 13 veces mayor que la de Júpiter es el límite comúnmente aceptado que separa a ambos tipos de objetos.
Especialmente interesante es Gliese 892 (HD 219134), enana naranja con, al menos, cinco planetas; el más interno, HD 219134 b, es una «supertierra» rocosa de acuerdo a su tamaño (1,6 veces el tamaño de la Tierra) y densidad (6,4 g/cm3).
En esta constelación se localiza 3C 58, denominación que recibe un púlsar y la nebulosa sincrotrón circundante. El púlsar central (PSR J0205+6449) es una estrella de neutrones en rápida rotación, rodeada por un brillante toro emisor de rayos X. Aunque en un principio se pensó que 3C 58 podía no ser una estrella de neutrones, sino una estrella de quarks —estrella exótica en la que, debido a la alta densidad, la materia existe en forma de quarks desconfinados—, posteriores estudios descartan esta hipótesis.

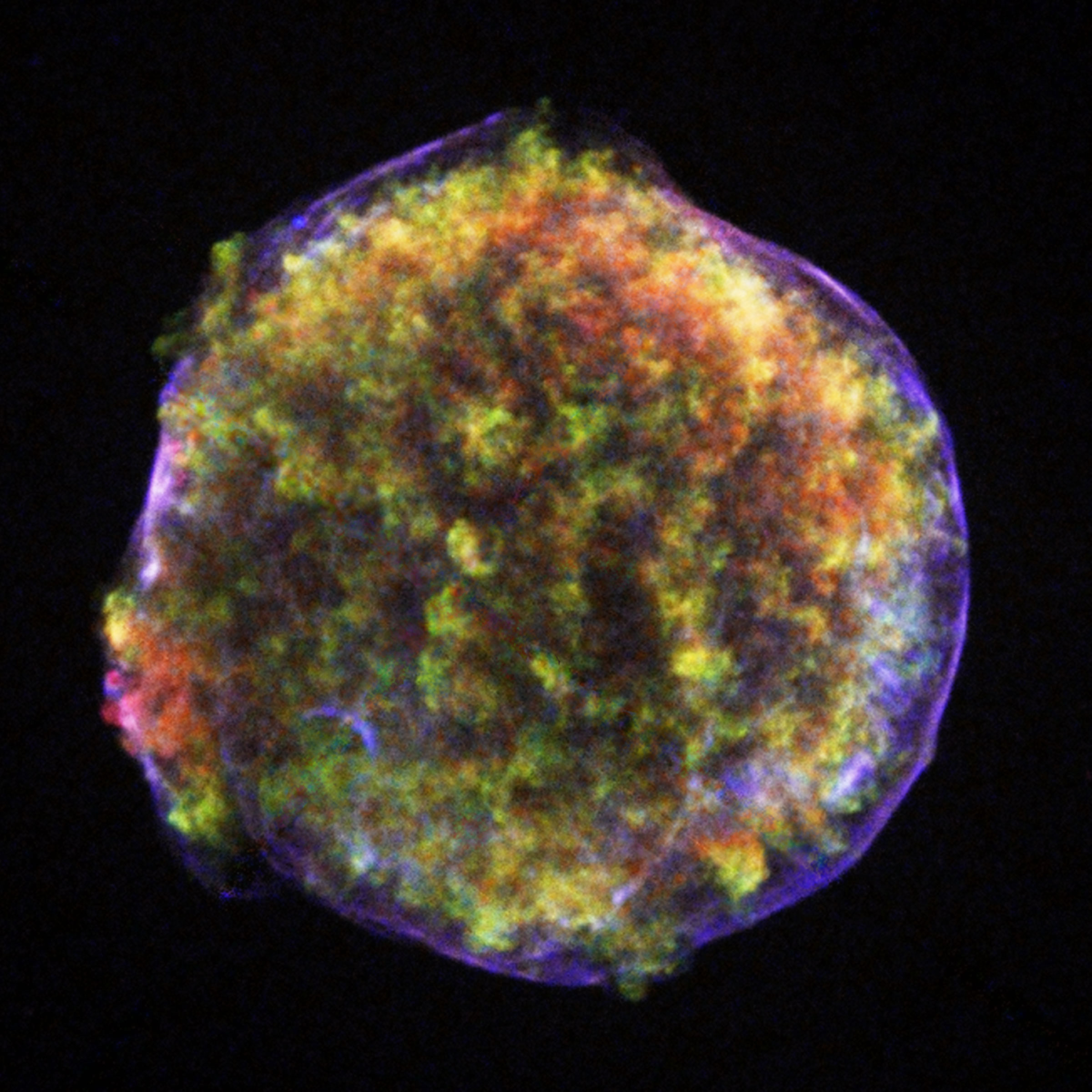
Imagen del remanente de SN 1572 en luz de rayos X obtenida desde el observatorio Chandra.

Casiopea contiene el cúmulo M103, uno de los cúmulos abiertos más distantes, ya que se encuentra a una distancia de 8000 - 9500 años luz.
Otro cúmulo del catálogo Messier, M52, se encuentra a 4650 años luz de distancia. A 7600 años luz está NGC 7789, uno de los cúmulos abiertos más antiguos con una edad de 1700 millones de años.
Otro objeto de interés es Cassiopeia A (Cas A), remanente de supernova y la fuente astronómica de radio más brillante fuera del sistema solar a frecuencias superiores a 1 GHz. La supernova que originó este remanente se encontraba dentro de la Vía Láctea a una distancia de aproximadamente a 11 000 años luz. La nube en expansión del material remanente de la supernova tiene ahora aproximadamente 10 años luz de un extremo a otro.
SN 1572, uno de los acontecimientos más importantes en la historia de la astronomía, fue una supernova aparecida en esta constelación y observada, entre otros, por Tycho Brahe y Jerónimo Muñoz en 1572. Esta supernova fue clasificada como de tipo I en función de su curva de luz histórica poco después de que las supernovas de tipo I y II se definieran por primera vez.

## Estrellas principales

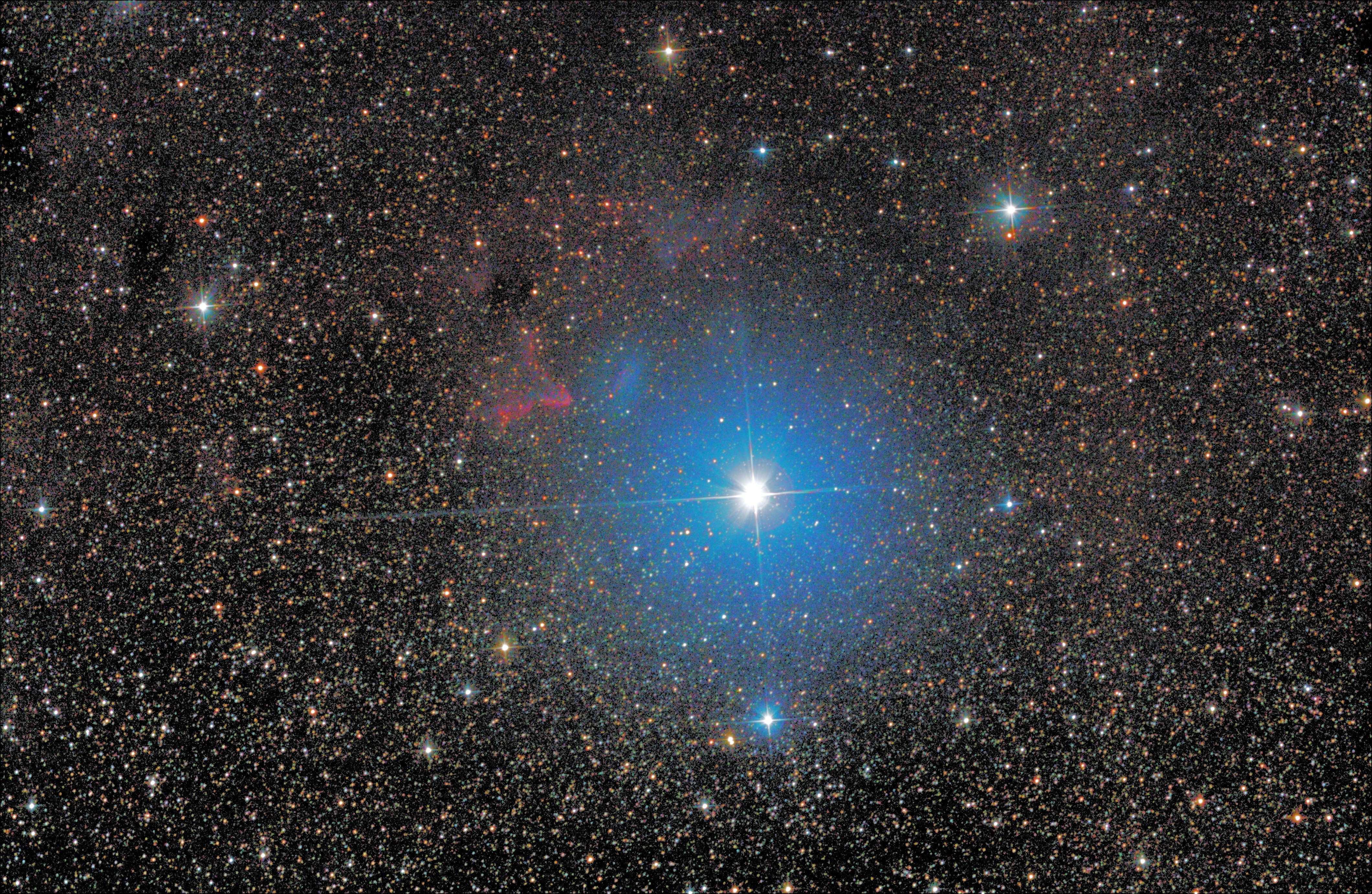
Imagen de γ Cassiopeiae y sus nebulosas asociadas IC63 e IC59.

- α Cassiopeiae (Schedar o Schedir), estrella gigante naranja, la más brillante de la constelación con magnitud aparente 2,24.
- β Cassiopeiae (Caph), de magnitud 2,28, es una subgigante blanco-amarilla y una variable Delta Scuti, la más brillante dentro de este tipo de variables.
- γ Cassiopeiae (Tsih), localizada en el centro de la W de la constelación, es una estrella variable eruptiva, prototipo de las variables Gamma Cassiopeiae. En su intensidad máxima supera en brillo a Schedar.
- δ Cassiopeiae (Ksora o Ruchbah), estrella blanca y binaria eclipsante de magnitud 2,66.
- ε Cassiopeiae (Segin), gigante azul de magnitud 3,38.
- ζ Cassiopeiae (Fulu), estrella azul y variable pulsante lenta (SPB) de magnitud 3,67.
- η Cassiopeiae (Achird), estrella doble a 19 años luz con una primaria muy parecida al Sol.
- θ Cassiopeiae, también conocida como Marfak, estrella blanca a 137 años luz.
- ι Cassiopeiae, un sistema estelar triple cuando se observa con un pequeño telescopio.

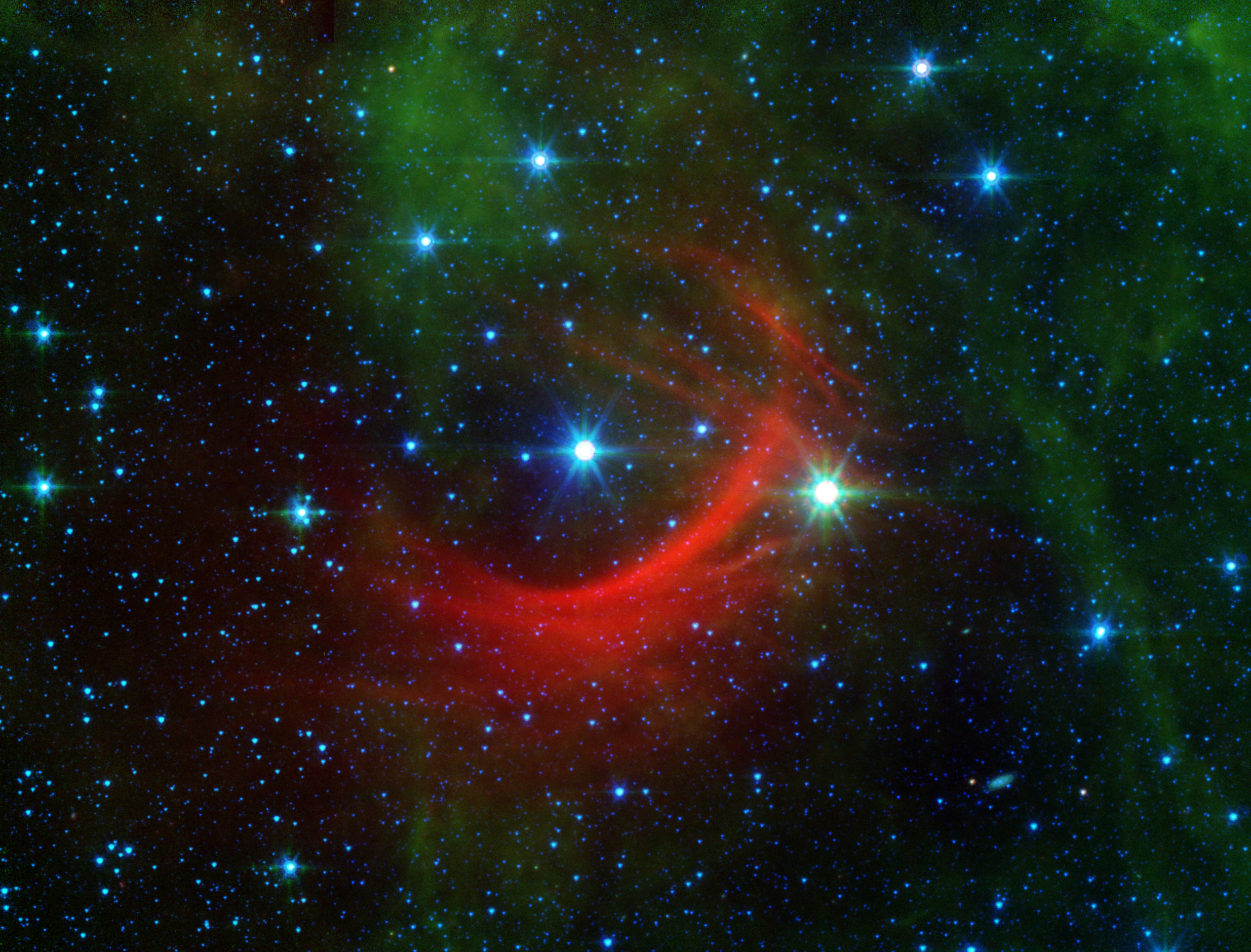
κ Cassiopeiae y su arco de choque. Imagen en infrarrojo del telescopio Spitzer (NASA/JPL-Caltech)

- κ Cassiopeiae, supergigante azul al noreste de Caph a unos 4100 años luz.
- λ Cassiopeiae, estrella binaria donde sus dos componentes son dos estrellas blanco-azuladas muy parecidas.
- μ Cassiopeiae, estrella binaria subenana a solo 24,6 años luz de la Tierra. Comparte el nombre de Marfak con θ Cassiopeiae.
- ο Cassiopeiae, dos estrellas separadas 33,6 segundos de arco, una de las cuales es una binaria espectroscópica.
- ρ Cassiopeiae y V509 Cassiopeiae, estrellas hipergigantes amarillas, de las más luminosas de nuestra galaxia.
- σ Cassiopeiae, sistema doble con una separación de 3,1 segundos de arco.
- φ Cassiopeiae, estrella que aparece junto al cúmulo NGC 457 aunque no forma parte de él.
- ω Cassiopeiae, estrella azul de magnitud 4,97.
- 1 Cassiopeiae, estrella caliente y masiva de magnitud 4,84.
- 6 Cassiopeiae, estrella supergigante blanca muy luminosa de magnitud 5,43.
- 21 Cassiopeiae (YZ Cassiopeiae), binaria eclipsante cuya componente principal es una estrella con líneas metálicas; una tercera estrella más tenue completa el sistema.
- 43 Cassiopeiae, variable Alfa2 Canum Venaticorum de magnitud 5,56.
- 47 Cassiopeiae, estrella blanco-amarilla de magnitud 5,28.
- R Cassiopeiae, variable Mira cuyo brillo varía entre magnitud 4,7 y 13,50 en un período de 430 días.
- S Cassiopeiae, al igual que la anterior una variable Mira cuyo período es de 612,43 días.
- RZ Cassiopeiae, binaria eclipsante y variable Delta Scuti de magnitud 6,26.
- TZ Cassiopeiae y PZ Cassiopeiae, distantes supergigantes rojas; la primera es una variable irregular de magnitud media 9,04.
- WY Cassiopeiae y WZ Cassiopeiae, respectivamente una estrella de tipo S y una estrella de carbono; esta última tiene magnitud media 7,06.
- AO Cassiopeiae, binaria eclipsante de magnitud 6,10, cuyas componentes están tan cerca que intercambian materia entre sí.

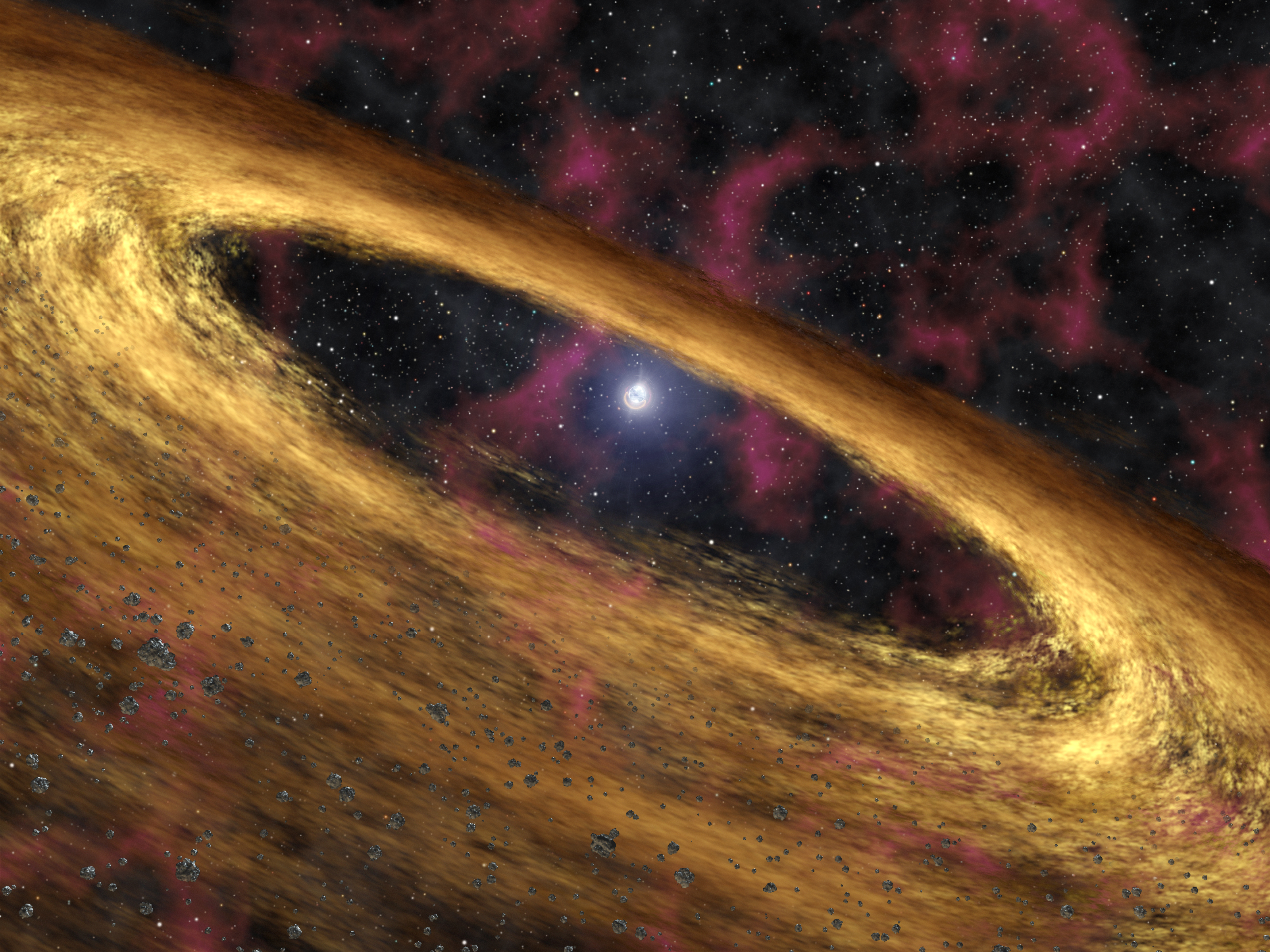
Concepción artística del magnetar 4U 0142+61.

- MZ Cassiopeiae y V809 Cassiopeiae, supergigantes rojas de grandes dimensiones.
- V466 Cassiopeiae y V778 Cassiopeiae, supergigantes rojas; la primera es miembro de NGC 457.
- HD 7924, enana naranja con un planeta del tipo «supertierra».
- HD 17156, estrella subgigante amarilla con un planeta extrasolar.
- Gliese 22 (V547 Cassiopeiae), estrella múltiple a 33 años luz compuesta por tres enanas rojas, en donde se ha descubierto la existencia de un planeta orbitando alrededor de la componente más alejada del sistema.
- Gliese 892 y Gliese 75 (HR 511), situadas respectivamente a 21,3 y 32,5 años luz del sistema solar, ambas enanas naranjas.
- Gliese 48 y V596 Cassiopeiae, enanas rojas de magnitud 10 y 12 respectivamente.
- Gliese 49 y V388 Cassiopeiae, par de enanas rojas que comparten movimiento propio.
- 3C 58, estrella de neutrones posiblemente asociada a la supernova SN 1181, candidata a ser estrella de quarks.
- 4U 0142+61, una estrella magnetar con un disco circunestelar a su alrededor.

## Objetos de cielo profundo

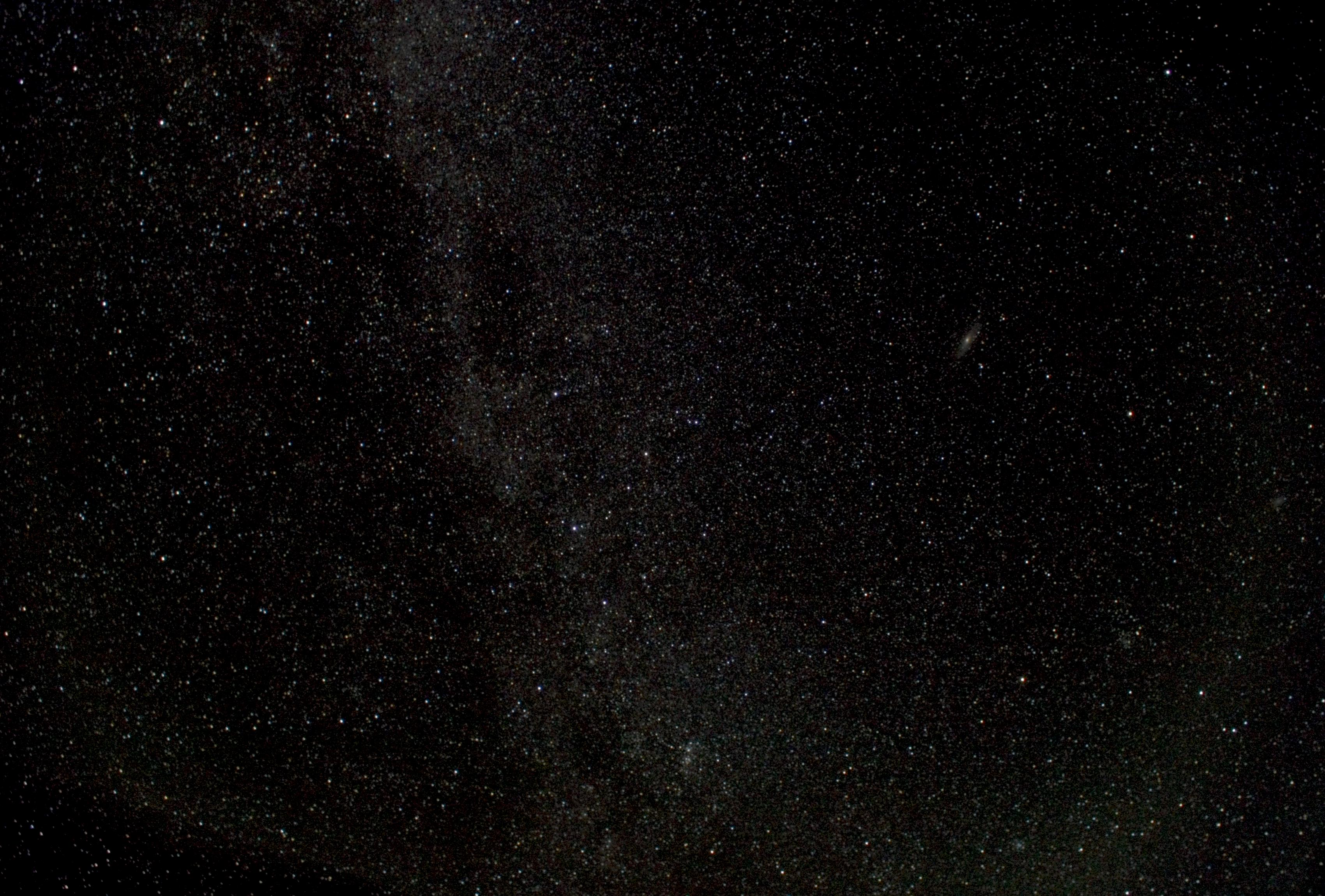
Imagen del cielo centrada en Casiopea tomada desde un sitio obscuro. En la imagen aparecen varios objetos de cielo profundo, entre los cuales se puede ver la Galaxia de Andrómeda.

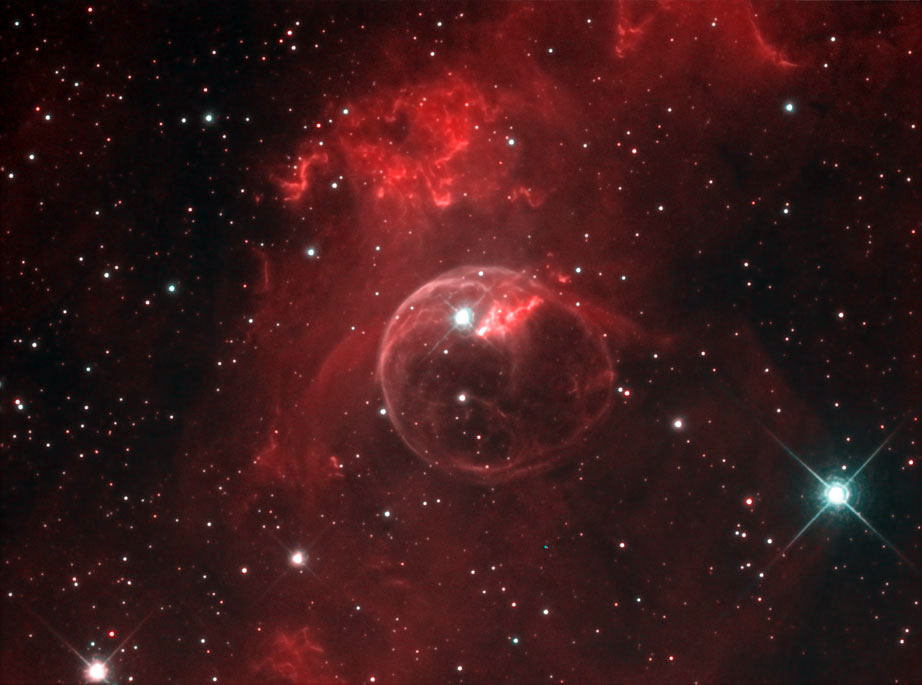
Imagen de NGC 7635 o Nebulosa Burbuja.

- M52 (NGC 7654), cúmulo abierto que se puede observar 5° al noroeste de Caph (β Cassiopeiae). Tiene 193 miembros probables en un radio de 9 minutos de arco.[34] AR: 23h 24m 12.0s Dec: +61°35′00″ (Época 2000).
- M103 (NGC 581), cúmulo abierto de magnitud 7 localizado al noreste de Ksora (δ Cas). Consta de unos 40 miembros, teniendo los más brillantes magnitud visual 10,5 y 10,8. AR: 01h 33m 12.0s Dec: +60°42′00″ (Época 2000).
- NGC 457, cúmulo abierto al suroeste de Ksora (δ Cas) en la M. AR: 01h 19m 06.0s Dec: +58°20′000″ (Época 2000).
- NGC 436, cerca del anterior, es mejor observarlo con telescopios grandes. AR: 01h 15m 36.0s Dec: +58°49′00″ (Época 2000).
- NGC 663, cúmulo con magnitud aparente 7 en las coordenadas AR: 01h 46m Dec: +61°14′.
- NGC 7635 o nebulosa de la Burbuja, nebulosa de emisión iluminada por la estrella azul SAO 20575 (BD+60 2522). AR: 23h 20m 42.0s Dec: +61°12′00″ (Época 2000).
- NGC 7789, cúmulo abierto. AR: 23h 57m 00.0s Dec: +56°44′00″ (Época 2000).
- Nebulosas IC 1805 e IC 1848.
- NGC 147 y NGC 185, galaxias elípticas enanas que forman parte del Grupo Local. Ambas son satélites de la galaxia de Andrómeda.
- Dwingeloo 1 y Dwingeloo 2, galaxias cercanas pero descubiertas solo recientemente al estar visualmente cerca del plano de la Vía Láctea.
- IC 10 galaxia irregular de brote estelar miembro del Grupo Local, con el agujero negro denominado IC 10 X-1 (desc. 2007).
- Cassiopeia A, remanente de supernova. Es la fuente de radio más intensa en el cielo más allá de nuestro sistema solar y estuvo entre las primeras fuentes encontradas en 1947. Otros restos de supernova en la constelación son CTB 1, CTB 109, HB 3 y SNR G127.1+00.5.

## Mitología

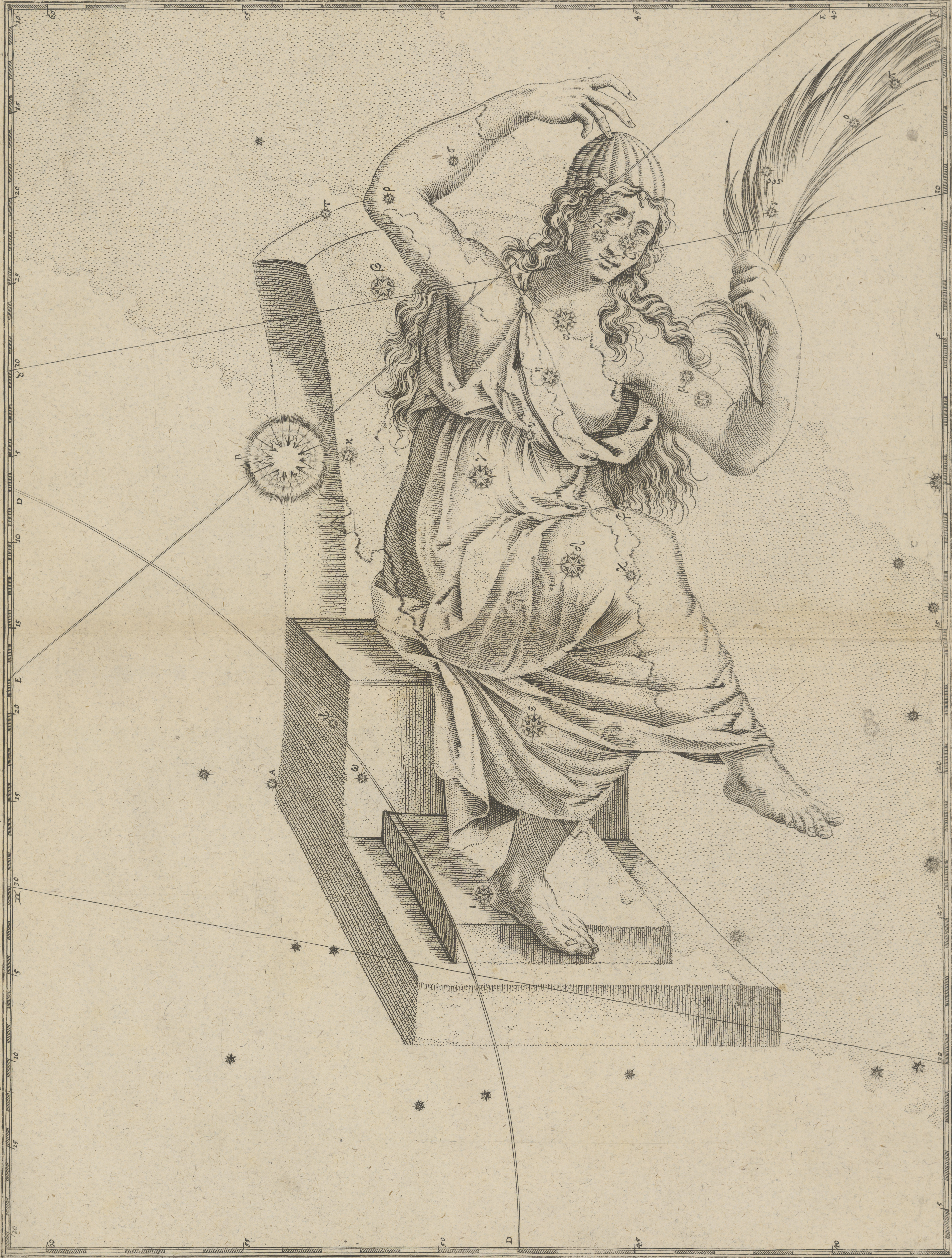
La constelación de Casiopea.

El catasterismo de Casiopea, en la mitología griega, y según palabras de Eratóstenes, Sófocles, el poeta trágico, relata en la Andrómeda que esta se tropezó con la desgracia por rivalizar en belleza con las Nereidas, y que Poseidón asoló su país enviando contra él un monstruo marino. Por su causa su hija fue expuesta a merced del monstruo. A Casiopea se la representa con propiedad cerca de Andrómeda sentada en un asiento. Otros dicen que por jactarse de superar en belleza a las ninfas del mar fue puesta entre las constelaciones sentada en una silla,  a causa de su impiedad, cuando el cielo gira, ella parece ser llevada a lo largo de espaldas.
Las constelaciones de Cefeo, Casiopea, Andrómeda, Perseo y Cetus también están vinculados en las leyendas de sus catasterismos.

## En la cultura popular
El escritor Michael Ende bautizó con su nombre al personaje de la tortuga que aparece en su obra Momo.
En la primera serie del Super Sentai Himitsu Sentai Goranger, el villano principal Black Cross Fuhrer es débil a los rayos de Casiopea, los Gorangers al descubrir esto, deciden usarlos para acabar con él de una vez por todas.
En la serie estadounidense de 1978 Battlestar Galactica, Casiopea era el nombre de un personaje que ejercía la prostitución, interpretado por la actriz neoyorkina Laurette Spang.
Cassiopeia es un personaje del popular juego League of Legends.